# شهرستان پتریچ
شهرستان پتریچ (به بلغاری: Petrich Municipality) یک شهرستان در بلغارستان است که در استان بلاگووگراد واقع شده‌است.